# فرانتيشكا بلامينكوفا
فرانتيشكا بلامينكوفا (1875-1942) ناشطة تشيكية في مجال حقوق المرأة وحق الاقتراع. تدربت لتصبح معلمة، وانخرطت في الحركة النسوية لأن المعلمين مُنعوا من الزواج. انتقلت إلى مجال الصحافة وكتابة المقالات حول عدم المساواة. انتُخبت للعمل في مجلس مدينة براغ ولبرلمان التشيك، وشغلت منصب رئيسية مجلس الشيوخ عندما انفصلت تشيكوسلوفاكيا عن الإمبراطورية النمساوية المجرية. كانت نائبة رئيس المجلس الدولي للمرأة، وكذلك التحالف الدولي للمرأة وحضرت العديد من المؤتمرات الدولية للحركة النسوية. اعتقل الغيستابو بلامينكوفا في عام 1942 وقاموا بإعدامها.

## سيرتها الذاتية

### سياسية في جمهورية تشيكوسلوفاكيا الأولى
أدت المحاولات التي قامت بها النمسا والمجر لتقييد الحرية وقمع القومية التشيكية خلال الحرب العالمية الأولى إلى نتيجة معاكسة، حيث أجبرت المنفيين على طلب المساعدة من الحلفاء الغربيين من أجل الضغط للحصول على تشيكوسلوفاكيا المستقلة. ألغى «إعلان واشنطن» الذي أنشأ جمهورية تشيكوسلوفاكية الأولى طبقة النبلاء وأعاد توزيع أراضي الارستقراطيين ونص على الفصل بين الكنيسة والدولة. كما أزال الحواجز الطبقية والجندرية والدينية، ومُنحت المرأة المساواة سياسيًا واجتماعيًا وثقافيًا مع الرجل. نظرًا لأن الحلفاء الغربيين جعلوا إعلان واشنطن شرطًا لإعلان السلام، حصلت النساء على حق التصويت في عام 1918.
حصلت التغييرات على الفور. وأُلغي القانون الذي يطالب المعلمين بالبقاء غير متزوجين وعازبين في عام 1919. بصفة عضوة في الحزب الاشتراكي التشيكوسلوفاكي القومي الليبرالي، خاضت بلامينكوفا أولى الانتخابات المحلية في عام 1919. وانتُخبت للعمل في مجلس مدينة براغ، واستقالت من منصبها التعليمي. كما عُيّنت لتكون مندوبة تشيكوسلوفاكيا في الجمعية العامة لعصبة الأمم في جنيف. في المؤتمر الثامن لحق المرأة الدولي في الاقتراع الذي عُقد في جنيف في يونيو عام 1920، تمكنت بلامينكوفا من الإبلاغ عن أنه في الانتخابات البرلمانية التشيكوسلوفاكية الأولى التي جرت في عام 1920، كان 54% من الناخبين من النساء، مقابل 46% من الرجال. وأن 12 في المائة من المناصب في المقاطعات شغلتها نساء؛ وكان 13 من أصل 302 عضوا في مجلس النواب نساءً؛ و 3 من أصل 150 عضو في مجلس الشيوخ المنتخبين من النساء.
بحلول عام 1923، أدركت بلامينكوفا أن الهيئة التشريعية غير مهتمة بإجراء تصحيحات على القانون المدني التي من شأنها تحقيق المساواة بين المرأة والرجل. أسست بلامينكوفا المجلس الوطني للمرأة (زد إن آرŽNR/)، والذي تعاون مع التحالف الدولي للمرأة (آي دبليو إس إيهIWSA/) والمجلس الدولي للمرأة (آي سي دبليو ICW/)، وسرعان ما أصبحوا مجموعة ضغط مؤثرة. ركّز المجلس الوطني للمرأة أولًا على تغيير قانون الأسرة والزواج أملًا منه في تحقيق مساواة شرعية في القوانين المتعلقة بالزواج والطلاق. كان أحد الأهداف الرئيسية لبلامينكوفا هو تحويل إجازة الأبوة المدفوعة الحالية إلى استحقاق فعلي، فقد هُددت النساء بالفصل بدلًا من الحصول على أجر ثلاثة أشهر. كانت نقطة التركيز الأخرى هي تغيير القانون الذي حدد الرجل على أنه رب الأسرة، ووضع المرأة في نفس موقع الأطفال ولم يعطها أي رأي فيما يخص حياتها الاقتصادية أو شؤون الوصاية. استخدمت بلامينكوفا قدراتها الكتابية لدعم أهداف الحركة النسوية، ونشرت في أوربيس، وهي دار نشر تأسست عام 1923.